# Paravibrissina thailandica
Paravibrissina thailandica là một loài ruồi trong họ Tachinidae.